# Tíštín
Tíštín är en köping i Tjeckien.   Den ligger i regionen Olomouc, i den östra delen av landet, 220 km öster om huvudstaden Prag. Tíštín ligger 219 meter över havet och antalet invånare är 530.
Terrängen runt Tíštín är huvudsakligen platt, men söderut är den kuperad.Runt Tíštín är det ganska tätbefolkat, med 70 invånare per kvadratkilometer. Närmaste större samhälle är Prostějov, 18,7 km norr om Tíštín. Trakten runt Tíštín består till största delen av jordbruksmark.